# 山口宏沢
山口 宏沢（やまぐち こうたく、1870年6月15日（明治3年5月17日） - 1928年（昭和3年）1月5日）は、日本の国家主義者。

## 生涯
1870年（明治3年）5月17日、大隅国姶良郡重富村（現在の鹿児島県姶良市）で薩摩藩重富島津家の御典医の山口祐清（号は一斎）の長男として生まれる。幼名は初一郎。
父の一齋は弘化元年に通称猪之助として生まれ、重富郷で医者をし、博覧強記の人物であった。西南戦争の際に大義名分を主張し、同郷の同志とともに最後まで西郷隆盛の私学校派の勧誘に応じなかったため、1877年4月4日に斬殺されてしまった。享年34歳。
このため幼少より貧困となったが、のちに島津家の家庭教師となり、1896年に上京し東京帝国大学文科に入学し、1899年同校を卒業した。東亜同文会の幹事となり、近衛篤麿の知遇を得た。1897年、南京同文書院の設立に関わった。1909年、ブラジルに土地を借りて移民を送る道を開き、海外興業会社設立の基礎を固めた。1917年頃より天理教に入信し、著述に従事した。1928年（昭和3年）1月5日没。

## 著書
- 『修理固成の天詔』
- 『博士長谷川芳之助』
- 『日本建国の精神』
- 『神言通義』

等